# Sbal prachy a vypadni
Sbal prachy a vypadni (v originále Lock, Stock and two Smoking Barrels) je britský kriminální film z roku 1998 napsaný a zrežírovaný Guy Ritchiem. Film sbíral mezinárodní ohlasy po celém světě a představil herce Vinnieho Jonese (bývalého velšského fotbalového mezinárodního hráče) a Jasona Stathama. V roce 2000 Guy Ritchie získal cenu Edgar Award od Mystery Writers of America za nejlepší scénář. V roce 2004 magazín Total Film vyhlásil film Sbal prachy a vypadni 38. nejlepším britským filmem všech dob.

## Děj
Dlouholetí přátelé a drobní londýnští zločinci Eddie, Tom, Soap a Bacon shromáždí 100 000 liber, aby Eddie, karetní hráč, mohl hrát v u Harryho "Hatcheta" Lonsdalea. Hra je však zmanipulovaná a ocitají se v dluhu 500 000 liber, splatného do týdne. Harry pošle svého vymahače Big Chrise k Eddieho otci JDovi, protože Harry chce získat JDův bar jako splátku dluhu.
Harry se také zajímá o dvě drahé starožitné brokovnice Holland & Holland, které se mají dražit. Nechá svého vymáhače Barryho "Křtitele" najmout dva zloděje, Garyho a Deana, aby je ukradli zkrachovalému lordovi. Po nekompetentním prodeji brokovek místnímu zprostředkovateli Nickovi "Řekovi" je Barry donutí zbraně získat zpět. Mezitím Eddie zaslechne své sousedy, gang vedený brutálním mužem jménem "Dog", jak plánují loupež u pěstitelů konopí. Eddie to řekne ostatním a rozhodnou se, že sousedy okradou. Tom koupí brokovnice od Nicka (ani jeden z nich neví o jejich skutečné hodnotě) aby je použili pro přepadení sousedů.
Dogův gang uskuteční loupež a přestože jeden z členů zemře a mají nešťastnou potyčku s dopravním strážníkem, úspěšně se vrátí s taškou peněz a dodávkou plnou konopí. Eddie a jeho přátelé je přepadnou a uniknou s konopím a dopravním strážníkem. Přenesou kořist do své dodávky a vrátí se domů, strážníka omráčí a vyhodí na silnici, než domluví s Nickem prodej drog násilnickému gangsterovi Rorymu Breakerovi. Rory souhlasí s nákupem konopí za poloviční cenu, ale dva jeho muži navštíví dům pěstitelů, zjistí, že byli okradeni, a konopí, které Rory právě koupil, bylo ukradeno z jeho vlastních plantáží. Rory donutí Nicka, aby mu dal Eddieho adresu, a pověří jednoho z přeživších pěstitelů, Winstona, aby identifikoval zloděje.
Zatímco přátelé oslavují v JDově baru, Dogův gang, který náhodou zjistí, že je okradli jejich sousedé, připraví přepadení v Eddieho bytě. Místo toho dorazí Rory a jeho gang a v následné přestřelce zemřou všichni kromě Doga a Winstona. Winston odjede s drogami. Dog se pokusí utéct s brokovnicemi a penězi, ale Big Chris dorazí, Doga omráčí a vše si vezme. Gary a Dean se pokusí získat brokovnice zpět a následují Chrise, aniž by tušili, že je odváží k Harrymu.
Po doručení peněz a brokovek Harrymu se Chris vrátí ke svému autu a zjistí, že Dog drží jeho syna Little Chrise špiclí u krku a vyžaduje vrácení peněz. Chris souhlasí a nastartuje auto. Mezitím Gary a Dean vtrhnou do Harryho kanceláře. Následující konfrontace vede ke smrti Garyho, Deana, Barryho a Harryho. Když čtyři přátelé zjistí masakr ve svém bytě a zmizelou kořist, jdou do Harryho kanceláře, kde najdou další mrtvoly, a rozhodnou se peníze vzít pro sebe. Chris úmyslně narazí do jejich auta, aby Doga zneškodnil, a pak ho umlátí k smrti dveřmi auta. Poté získá peníze od Eddieho, který je v bezvědomí, ale po krátkém střetu nechá Toma odejít s brokovnicemi.
Přátelé jsou zatčeni, ale brzy propuštěni, když dopravní strážník identifikuje Dogův gang jako viníky. Zpátky v baru Eddie, Bacon a Soap pošlou Toma, aby se brokovnic zbavil, protože jsou jediným důkazem, který je spojuje s případem. Když je Tom pryč, přijde Chris oznámit, že je nechá na pokoji, ale varuje je, aby ho v budoucnu nehledali. Poté vrátí tašku, ze které si vzal všechny peníze pro sebe a svého syna, a která je nyní prázdná kromě katalogu starožitných zbraní. Po prolistování katalog tři přátelé zjistí, že brokovnice jsou ve skutečnosti mnohem cennější, než si mysleli, a zoufale volají Tomovi, aby je nezahodil. Film končí tím, že Tom stojí na mostě Battersea, drží v ústech zvonící mobilní telefon a snaží se brokovnice hodit do Temže.

## Obsazení
| Jason Flemyng     | Tom                               |
| Dexter Fletcher   | Mejdlo (Soap)                     |
| Nick Moran        | Eddie                             |
| Jason Statham     | Bacon                             |
| Steven Mackintosh | Winston                           |
| Sting             | JD (otec Eddieho)                 |
| Nick Marcq        | Charles                           |
| Charles Forbes    | Willie                            |
| Vinnie Jones      | Velký Chris                       |
| Peter McNicholl   | Malý Chris                        |
| Lenny McLean      | Barry „Křtitel“                   |
| PH Moriarty       | „Hatchet“ (Sekera) Harry Lonsdale |
| Stephen Marcus    | „Řek“ Nick                        |
| Vas Blackwood     | Rory Breaker                      |
| Frank Harper      | Diamond Dog                       |
| Alan Ford         | Alan                              |
| Rob Brydon        | dopravní strážník                 |